# Старый Пруд (Минская область)
Старый Пруд, также Прудок (бел. Стары Пруд, Прудок) — деревня в Червенском районе Минской области. Входит в состав Колодежского сельсовета.

## Географическое положение
Находится примерно в 15 километрах к северо-востоку от райцентра и в 77 км от Минска, в 30 км от железнодорожной станции Гродзянка, в 600 метрах к северу от автодороги Минск—Могилёв, на правом берегу реки Уса.

## Археология
В 1,5 километрах к юго-востоку от деревни обнаружен крупный курганный могильник железного века, состоящий из 38 насыпей, здесь же обнаружен курганный могильник дреговичей, датируемый X—XIII веками.

## История
Собственно населённый пункт упоминается с конца XVIII века в составе Российской империи. На 1800 год застенок в Игуменском уезде Минской губернии, являвшийся шляхетской собственностью и насчитывавший 3 двора, где проживал 21 человек, здесь были деревянный господский дом, корчма и водяная мельница. В середине XIX века деревня относилась к имению Ивановск, которое принадлежал роду Шевичей, вместе с деревней Падар здесь насчитывалось 84 души мужского пола. Согласно переписи населения Российской империи 1897 года, входила в состав Юровичской волости, здесь насчитывалось 7 дворов, проживали 64 человека, работали водяная мельница и корчма, при которой было 3 двора и 18 жителей. На начало XX века здесь насчитывалось 11 дворов и 80 жителей. На 1917 год 14 дворов, где жили 93 человека. С февраля по декабрь 1918 года деревня была оккупирована немецкими войсками, с августа 1919 по июль 1920 — польскими. 20 августа 1924 года деревня вошла в состав вновь образованного Хуторского сельсовета Червенского района (с 20 февраля 1938 — Минской области. Согласно Переписи населения СССР 1926 года в деревне было 13 дворов, проживали 72 человека. Во время Великой Отечественной войны деревня была оккупирована немцами в начале июля 1941 года, трое её жителей не вернулись с фронта. Освобождена в начале июля 1944 года. На 1960 год население деревни составило 282 человека. По итогам переписи населения Белоруссии 1997 года в деревне было 111 жилых домов, проживали 317 человек, на то время здесь функционировали филиал Червенского леспромхоза, начальная школа, детский сад, два магазина, столовая, фельдшерско-акушерский пункт, библиотека, клуб, комплексный приёмный пункт бытового обслуживания населения. 30 октября 2009 года в связи с упразднением Хуторского сельсовета передана в Колодежский сельсовет. На 2013 год 80 круглогодично жилых домов, 204 постоянных жителя, работает магазин.

## Население
- 1800 — 3 двора, 21 житель
- 1897 — 10 дворов, 82 жителя
- начало XX века — 11 дворов, 80 жителей
- 1917 — 14 дворов, 93 жителя
- 1926 — 13 дворов, 72 жителя
- 1960 — 282 жителя
- 1997 — 111 дворов, 317 жителей
- 2013 — 2 двора, 3 жителя

## Известные уроженцы
- Ладутько, Иван Иванович — полковник Рабоче-крестьянской Красной Армии, участник Великой Отечественной войны, Герой Советского Союза.